# 荒沢寺
荒沢寺（こうたくじ）は、山形県鶴岡市にある寺院で羽黒山修験本宗の本山である。山号は羽黒山で、正善院が本坊である。本尊は大日如来・阿弥陀如来・観音菩薩。

## 歴史
この寺は、崇峻天皇の皇子蜂子皇子（能除太子）によって開かれたと伝えられ、出羽三山（湯殿山・月山・羽黒山）に対する山岳信仰・修験道の寺として古くから信仰されてきた。もとは真言宗を中心とする寺院であったが、江戸時代に入ると天台宗に属することとなった。
明治初年の神仏分離に伴い延暦寺の末寺となり、第二次世界大戦後の1946年（昭和21年）、島津伝道が独立して羽黒山修験本宗の本山となった。

## 文化財

### 重要文化財（国指定）
- 正善院黄金堂（観音堂）

## 羽黒山修験本宗
羽黒派修験は、真言宗当山派、天台宗本山派の2派に収斂していった修験道2派のいずれにも属さず、古くからの修験道と、土着の月山の祖霊信仰が結びついた独自の修験である。
その中で、荒沢寺の修験道は、地獄、餓鬼、畜生、阿修羅、人間、天人、声聞、縁覚、菩薩、仏の、世界を形成している十界を体験する「十界行」を厳密に行うことが、出羽三山神社と比した特徴である。十界行とは、行者が死に、死の世界で、山内の各行場での修行を通じて十界の苦しみを体験し、現世へと転生する行である。出羽三山神社の行は仏式ではなく神式であり、行を通じて死後の追体験を行うのは同じだが、その内容は古来からの修験と比べて簡略化されたものである。